# Heteropoda mecistopus
Heteropoda mecistopus este o specie de păianjeni din genul Heteropoda, familia Sparassidae, descrisă de Pocock, 1898. Conform Catalogue of Life specia Heteropoda mecistopus nu are subspecii cunoscute.